# Подожди, пожалуй
«Подожди́, пожа́луй» — российский мультипликационный фильм режиссёра Елизаветы Скворцовой (дипломная работа), снятый в 2002 году на Учебной киностудии ВГИК.
Фильм участвовал в конкурсной программе Открытого российского фестиваля анимационного кино в Суздале в 2003 году.

## Сюжет
Фильм о любви и смерти. Сюжет о встрече влюблённой девушки со смертью, о том, как влюблённые просили смерть подождать, не убивать их.
Прозаическое изложение (детским голосом) поэмы-сказки Горького «Девушка и Смерть».

## Создатели
| автор сценария     | Елизавета Скворцова                     |
| режиссёр           | Елизавета Скворцова                     |
| художник           | Елизавета Скворцова                     |
| аниматор           | Елизавета Скворцова                     |
| композиторы        | Михаил Гитис, Виктор Романо-Орлов       |
| закадровый текст   | Марина Мигачёва                         |
| текст читает       | Саша Островский                         |
| преподаватели ВГИК | А. Ветюков, В. Колесникова, А. Горленко |

## Награды
- 2003 — мультфильм получил первое место и приз Фестиваля цифровых технологий и компьютерного искусства «PIXEL:2003» в номинации «Лучший анимационный фильм»[1].
- 2004 — мультфильм отмечен призом на Киевском международном фестивале «Молодость»[2].

## Интересные факты
Мультфильм снят в технике перекладки и выполнен в ультранаивной манере. Используются кривые бумажные марионетки, похожие на детские, рисунки с толстым неровным контуром.